# Espironolactona
Espironolactona é um diurético poupador de potássio que impede que o organismo absorva muito sal e previne que os níveis de potássio fiquem muito baixos.
Esse diurético é utilizado para tratar uma doença que provoca um aumento significativo da aldosterona no organismo, sendo também  utilizado no tratamento da retenção de fluidos (edema) em pessoas com insuficiência cardíaca congestiva, cirrose do fígado, rim ou de uma desordem chamada de síndrome nefrótica. A espironolactona também é utilizada para tratar ou prevenir hipocaliemia (níveis baixos de potássio no sangue).
Outros fins para os quais a espironolactona é empregada são: a) na hormonoterapia de mulheres trans como antiandrógeno, com o intuito de diminuir os níveis de testosterona no organismo; b) tratamento de acne e outros problemas decorrentes do excesso androgénico; c) opção adicional na redução da líbido e ereção para pacientes com desvios de atração sexual. A espironolactona está contraindicada para pessoas com anúria, insuficiência renal aguda, diminuição significativa da função renal, ou hipercalemia.
O composto foi sintetizado em 1957, nos Estados Unidos da América, por Cella e Weit e aprovado para Introdução no Mercado em 1959. Em Portugal, começou a ser comercializado no ano de 1961, no medicamento Aldonar. Atualmente, existe sob a forma de comprimidos, e dosagens de 25 a 100 mg, em sete medicamentos aprovados pelo Infarmed.

## Condições de cabelo e pele
Andrógenos como testosterona e DHT desempenham um papel crítico na patogênese de várias condições dermatológicas, incluindo pele oleosa, acne, seborreia, hirsutismo (crescimento excessivo de pelos faciais/corporais em mulheres) e alopecia androgenética (queda de cabelo padrão masculino).[45][46] Em demonstração disso, mulheres com síndrome de insensibilidade completa aos andrógenos (SICA) não produzem sebo, não desenvolvem acne e possuem poucos ou nenhum pelo corporal, púbico ou axilar.[47][48] Além disso, homens com deficiência congênita da 5-alfa-redutase tipo II, sendo a 5-alfa-redutase uma enzima que potencializa significativamente os efeitos androgênicos da testosterona na pele, têm pouca ou nenhuma acne, pelos faciais escassos, pelos corporais reduzidos e supostamente nenhuma incidência de queda de cabelo padrão masculino.[49][50][51][52][53] Por outro lado, o hiperandrogenismo em mulheres, por exemplo, devido à síndrome dos ovários policísticos (SOP) ou hiperplasia adrenal congênita (HAC), está comumente associado à acne, hirsutismo e virilização (masculinização) em geral.[45] De acordo com o exposto, os antiandrogênios são altamente eficazes no tratamento das condições cutâneas e capilares dependentes de andrógenos mencionadas.[54][55]
Devido à atividade antiandrogênica da espironolactona, ela pode ser bastante eficaz no tratamento da acne em mulheres.[56] Além disso, a espironolactona reduz a produção natural de óleo na pele e pode ser usada para tratar pele oleosa.[57][58][46] Embora não seja o objetivo principal do medicamento, descobriu-se que a capacidade da espironolactona de ser útil em condições de pele problemáticas e acne foi um dos efeitos colaterais benéficos e tem sido bastante bem-sucedida.[57][58] Muitas vezes, para mulheres que estão tratando acne, a espironolactona é prescrita em conjunto com uma pílula anticoncepcional.[57][58] Resultados positivos na combinação desses dois medicamentos têm sido observados, embora esses resultados possam não ser percebidos em até três meses.[57][58] Relatou-se que a espironolactona produz uma melhora de 50% a 100% na acne em doses suficientemente altas.[59] A resposta ao tratamento geralmente requer de 1 a 3 meses no caso de acne e até 6 meses no caso de hirsutismo.[59] A terapia contínua geralmente é necessária para evitar a recorrência dos sintomas.[59] A espironolactona é comumente usada no tratamento do hirsutismo em mulheres e é considerada um antiandrogênio de primeira linha para essa indicação.[60] A espironolactona pode ser usada no tratamento da queda de cabelo feminina (queda de cabelo padrão feminino).[61] Há evidências preliminares de baixa qualidade que apoiam seu uso para essa indicação.[62] Embora aparentemente eficaz, nem todos os casos de queda de cabelo feminina dependem de andrógenos.[63]
Antiandrogênios como a espironolactona são teratógenos específicos para o sexo masculino que podem feminizar fetos masculinos devido aos seus efeitos antiandrogênicos.[54][64][65] Por esse motivo, é recomendado que os antiandrogênios sejam usados apenas para tratar mulheres em idade fértil, em conjunto com métodos contraceptivos adequados.[54][64][65] Os contraceptivos orais, que contêm estrogênio e progestina, são tipicamente usados para esse fim.[54] Além disso, os contraceptivos orais são eles próprios antiandrogênios funcionais e são independentemente eficazes no tratamento de condições cutâneas e capilares dependentes de andrógenos, podendo, portanto, aumentar significativamente a eficácia dos antiandrogênios no tratamento dessas condições.[54][66]
A espironolactona geralmente não é usada em homens para o tratamento de condições dermatológicas dependentes de andrógenos devido a seus efeitos colaterais de feminização, mas é igualmente eficaz para essas indicações em homens.[61] Como exemplo, relatou-se que a espironolactona reduz os sintomas de acne em homens.[67] Um exemplo adicional é a utilidade da espironolactona como antiandrogênio em mulheres transgênero.[68][69][70]
A espironolactona tópica também se mostrou eficaz no tratamento da acne.[71] Como resultado, formulações farmacêuticas tópicas contendo creme de espironolactona a 2% ou 5% ficaram disponíveis na Itália para o tratamento de acne e hirsutismo no início dos anos 1990.[72][73] Os produtos foram descontinuados em 2006, quando os cremes foram incluídos na lista de substâncias proibidas por um decreto do Ministério da Saúde daquele ano.[73]

## Comparações
A espironolactona, o inibidor da 5-alfa-redutase finasterida e o antiandrogênio não esteroidal flutamida parecem ter eficácia semelhante no tratamento do hirsutismo.[60][74][75] No entanto, algumas pesquisas clínicas descobriram que a eficácia da espironolactona para o hirsutismo é maior do que a da finasterida, mas menor do que a da flutamida.[60] A combinação de espironolactona com finasterida é mais eficaz do que qualquer uma delas isoladamente para o hirsutismo, e a combinação de espironolactona com pílula anticoncepcional é mais eficaz do que apenas a pílula anticoncepcional.[60] Um estudo mostrou que a espironolactona ou o antiandrogênio esteroide acetato de ciproterona, ambos em combinação com uma pílula anticoncepcional, tinham eficácia equivalente para o hirsutismo.[60] A espironolactona é considerada o tratamento de primeira linha para o hirsutismo, enquanto a finasterida e o antiandrogênio esteroide acetato de ciproterona são considerados tratamentos de segunda linha, e a flutamida não é mais recomendada para o hirsutismo devido a preocupações com toxicidade hepática.[60] O antiandrogênio não esteroidal bicalutamida é uma opção alternativa à flutamida com maior segurança.[76][77]
A combinação de espironolactona com pílula anticoncepcional no tratamento da acne parece ter eficácia semelhante à pílula anticoncepcional isoladamente, assim como a combinação de pílula anticoncepcional com acetato de ciproterona, flutamida ou finasterida.[57] No entanto, isso foi baseado em evidências de qualidade baixa a muito baixa.[57] A espironolactona pode ser mais eficaz do que as pílulas anticoncepcionais no tratamento da acne, e a combinação de espironolactona com pílula anticoncepcional pode ter maior eficácia para acne do que qualquer uma delas isoladamente.[78] Além disso, algumas pesquisas clínicas descobriram que a flutamida é mais eficaz do que a espironolactona no tratamento da acne.[57] Em um estudo, a flutamida reduziu os escores de acne em 80% em 3 meses, enquanto a espironolactona reduziu os sintomas em apenas 40% no mesmo período de tempo.[79][80][81] No entanto, o uso de flutamida para acne é limitado pela toxicidade hepática.[82][83][84][85] A bicalutamida também é uma alternativa potencial à flutamida para a acne.[86][87] A espironolactona pode ser considerada como tratamento de primeira linha para acne em casos em que outros tratamentos padrão, como terapias tópicas, falharam e em certas outras circunstâncias, embora isso seja controverso devido aos efeitos colaterais da espironolactona e sua teratogenicidade.[78][55]
Existem evidências clínicas insuficientes para comparar a eficácia da espironolactona com outros antiandrogênios para a queda de cabelo feminina de padrão feminino.[88] A eficácia da espironolactona no tratamento tanto da acne quanto do hirsutismo parece depender da dose, sendo que doses mais altas são mais eficazes do que doses mais baixas.[78][89][90] No entanto, doses mais altas também têm mais efeitos colaterais, como irregularidades menstruais.[57]